# النهار (جريدة لبنانية)
جريدة النهار هي جريدة يومية سياسية تتناول قضايا الشأن العام، تصدر في لبنان وتعدُّ من أقدم الجرائد فيه.
أسسها جبران التويني وصدر العدد الأول منها في 4 آب / أغسطس 1933 ثم تابع نشرها من بعده نجله غسان تويني الذي يُعَدّ من الصحفيين المرموقين في لبنان وابنه جبران تويني الذي عمل في الجريدة وكان من المعارضين حتى انتخب نائبا في انتخابات 2005 ولكنه اغتيل بعُبُوَّة متفجِّرة إثر عودته من زيارة لفرنسا في 12 كانون الأوّل / ديسمبر 2005، وقد اتُّهِم النظام الحاكم في سوريا بقتله، ضمن سلسلة اغتيالات شهدها لبنان بين 2004 و2005 وادت الى انسحاب الجيش السوري من لبنان، لكن لم تثبُت حتى الآن أي أدلة على ارتباط للنظام السوري في القضية. وترأسها حاليًّا النائب نايلة تويني ابنة جبران بن غسان التويني.

## محطات
مرت النهار بمحطات عديدة حيث اصدرت نهار الشباب التي اصبحت لاحقا جمعية وهي ورقية موجهة للشباب وبأقلامهم. 
في 2011 اصدرت الصحيفة عددا كاملا بصفحات بيضا احتجاجا على الوضع السياسي في لبنان.

## طالع
- قائمة الصحف اللبنانية

## وصلات خارجية
- موقع جريدة النهار الرسمي